# Silvester Takač
Silvester Takač (Đurđevo, 8 novembre 1940) è un allenatore di calcio ed ex calciatore jugoslavo, di ruolo attaccante.

## Palmarès

### Giocatore

#### Club
- Campionato jugoslavo: 1

Vojvodina: 1965-1966
- Campionato belga: 2

Standard Liegi:  1969-1970, 1970-1971

#### Nazionale
- Oro olimpico: 1

Roma 1960

#### Individuale
- Capocannoniere della Coppa dei Campioni 1971-1972: 1

1971-1972 (5 gol ex aequo con Antal Dunai e Lou Macari)

### Allenatore

#### Club

##### Competizioni nazionali
- Campionato francese di seconda divisione: 1

Sochaux: 1987-1988 (girone A)